# Dichaea lehmannii
Dichaea lehmannii är en orkidéart som beskrevs av Rudolf Schlechter. Dichaea lehmannii ingår i släktet Dichaea och familjen orkidéer.
Artens utbredningsområde är Colombia. Inga underarter finns listade i Catalogue of Life.